# Sultan ibn Abd al-Aziz Al Su’ud
Sultan ibn Abd al-Aziz Al Su’ud (ur. 5 stycznia 1928 w Rijadzie, zm. 22 października 2011 w Nowym Jorku) – saudyjski książę, minister obrony i lotnictwa od 1962 do 2011 roku, drugi wicepremier od 1982 do 2005 roku, pierwszy wicepremier oraz następca tronu od 2005 do 2011 roku.

## Życiorys
W 1947 r. został gubernatorem Rijadu, w 1953 r. ministrem rolnictwa, a w 1955 r. ministrem komunikacji. Nadzorował budowę trasy kolejowej pomiędzy Ad-Dammam i Rijadem oraz budowę dróg i innych połączeń komunikacyjnych. W 1962 roku został ministrem obrony i lotnictwa i zajął się tworzeniem armii saudyjskiej, zapewniając królestwu nowoczesne i dobrze wyposażone siły obronne. W 1982 roku jego brat, król Fahd, powołał go na stanowisko drugiego wicepremiera rządu – urząd, funkcję tę królowie Fahd i Abd Allah sprawowali tuż przed otrzymaniem tytułu następcy tronu. Tytuł ten otrzymał 1 sierpnia 2005 roku, po śmierci króla Fahda, pomimo pogłosek o jego konflikcie z nowym królem Abd Allahem.
Książę Sultan był także inspektorem generalnym królestwa oraz prezesem rady nadzorczej saudyjskich linii lotniczych Saudi Arabian Airlines. Spośród jego synów, książę Bandar ibn Sultan jest byłym ambasadorem Arabii Saudyjskiej w USA, byłym prezesem saudyjskich służb specjalnych w latach 2012-2014 i od 2005 do 2015, do czasu zlikwidowania przez króla Salmana był sekretarzem generalnym saudyjskiej Krajowej Rady Bezpieczeństwa, a książę Chalid ibn Sultan był jednym z kluczowych saudyjskich dowódców podczas I wojny w Zatoce Perskiej w roku 1991 i wiceministrem obrony w rządzie byłego ministra obrony, obecnego króla Salmana od 5 listopada 2011 roku do 20 kwietnia 2013 r..
Był jednym z siedmiorga synów, których urodziła królowi Abd al-Azizowi ibn Su’udowi jedna z jego żon, Hasa bint Ahmad as-Sudajri. Wśród jego rodzonych braci byli minister spraw wewnętrznych książę Najif, który zmarł 18 czerwca 2012 roku w Genewie oraz obecny król, a wcześniej były gubernator prowincji Rijad oraz minister obrony Salman.
Książę Sultan zabronił armii Stanów Zjednoczonych użycia baz saudyjskich jako baz wypadowych do ataków na Afganistan po zamachach 11 września 2001, oświadczając, że jego rząd nie zaakceptuje w Arabii Saudyjskiej nawet jednego żołnierza, który miałby atakować muzułmanów czy Arabów.

### Śmierć
Sultan ibn Abd al-Aziz Al Su’ud zmarł 22 października 2011 roku w Nowym Jorku. Oficjalnie nie podano bezpośredniej przyczyny jego śmierci, jednak według doniesień medialnych książę walczył z chorobą nowotworową odkąd w 2004 zdiagnozowano u niego raka jelita grubego. Pogrzeb odbył się 25 października 2011 r. w Rijadzie. 27 października 2011 r. nowym następcą tronu został oficjalnie mianowany jego brat, książę Najif.